# La casa del buon ritorno
Pour plus de détails, voir Fiche technique et Distribution.
La casa del buon ritorno est un film italien réalisé par Beppe Cino et sorti en 1986.

## Fiche technique
Sauf indication contraire, les informations mentionnées dans cette section peuvent être confirmées par la base de données cinématographiques IMDb,  présente dans la section « Liens externes ».
- Titre original : La casa del buon ritorno[1],[2] (litt. « La Maison du Bon-Retour »)
- Réalisateur : Beppe Cino
- Scénario : Beppe Cino
- Photographie : Antonio Minutolo
- Montage : Emanuele Foglietti
- Musique : Carlo Siliotto
- Décors : Silvana Fantino
- Costumes : Silvana Fantino
- Trucages : Maurizio Fazzini
- Production : Beppe Cino
- Société de production : Moviemachine
- Pays de production :  Italie
- Langue originale : italien
- Format : Couleurs
- Durée : 91 minutes (1 h 31)
- Genre : Giallo
- Dates de sortie :
  - Italie : 31 août 1986 (Mostra de Venise 1986) ; 13 février 1987 (en salles)

## Distribution
- Amanda Sandrelli : Margit
- Stefano Gabrini : Luca
- Francesco Costa : Bruno
- Fiammetta Carena : Ayesha
- Lola Ledda  Lola
- Stanis Ledda  Luca enfant
- Fabrizio Capuani : Bruno enfant
- Eloisa Cino : La fille au piano
- Eleonora Salvadori : La mère de Luca
- Elvira Castellano : La mère de Bruno